# 约瑟夫·涅梅茨
约瑟夫·涅梅茨（捷克語：Josef Němec，1933年9月25日—2013年9月10日），捷克男子拳击运动员。他曾代表捷克斯洛伐克参加1956年、1960年和1964年夏季奥林匹克运动会拳击比赛，其中1960年奥运会获得一枚铜牌。